# Peach Lake
Peach Lake è un census-designated place (CDP) degli Stati Uniti d'America, situato nello stato di New York, diviso tra la contea di Putnam e la contea di Westchester.